# Hégémonie régionale
En relations internationales, l'hégémonie régionale est l'hégémonie (prédominance, contrôle ou influence politique, économique ou militaire) d'un État indépendant puissant, connu sous le nom d'hégémonie régionale sur les autres pays voisins. La relation entre les hégémons régionaux et les autres États au sein de leurs sphères d'influence est analogue à la relation entre un hégémon mondial ou superpuissance et les autres États du système international.
L'éminent spécialiste des relations internationales, le réaliste John Mearsheimer a beaucoup écrit sur la poursuite de l'hégémonie régionale dans son livre phare, The Tragedy of Great Power Politics. Selon sa théorie, connue sous le nom de réalisme offensif, la nature anarchique du système international, le désir de survie et l'incertitude quant aux intentions des autres États conduisent finalement les États à rechercher l'hégémonie régionale. Selon Mearsheimer, l'hégémonie mondiale est un objectif inaccessible ; au lieu de cela, un État qui a atteint le niveau d'hégémonie régionale s'efforcera alors d'empêcher le développement de concurrents pairs dans d'autres régions.

## Exemples contemporains
Les exemples contemporains sont souvent politiquement sensibles ou discutables. Souvent, l'analyse des hégémonies régionales est basée sur un contexte ou une perspective spécifique qui rend leur identification subjective. Les États-Unis sont un exemple clair d'hégémonie régionale dans les Amériques.